# Aleksandr Golovín
Aleksandr Golovín (Kaltan, Rússia; 30 de maig de 1996), més conegut com a Aleksandr Golovin, és un futbolista rus que juga com a migcampista, pivot o extrem per ambdues bandes a l'AS Monaco de la Ligue 1, màxima categoria del futbol francès.

## Trajectòria
L'any 2013, va ser part del planter que va participar de la primera edició de la Champions League sub-19, amb el CSKA. Va debutar en la competició internacional el 17 de setembre de 2013, va ser titular i van vèncer 2 a 0 l'FC Bayern de Múnic en la fase de grups. En el seu tercer partit, van jugar contra el Manchester City FC, el 5 de novembre, va marcar un gol i van guanyar 2 a 1. Van arribar fins a vuitens de final, on van perdre contra el PSG. Aleksandr va jugar 6 partits, va marcar 2 gols i va brindar 2 assistències.
També va estar present en la Lliga Juvenil de la UEFA 2014-15, aquesta vegada no van passar de la fase de grups, van guanyar un partit i van perdre els restants. Va jugar 6 partits, va marcar un gol i va brindar dues passades de gol.
El tècnic Leonid Slutski, del primer equip del CSKA, el va convocar per primera vegada per jugar la segona ronda de la Copa de Rússia.
Va debutar com a professional el 24 de setembre de 2014, va ser titular contra el Khimik, va jugar 88 minuts, van guanyar 2 a 1 i van passar de ronda. Va utilitzar la samarreta número 60, va jugar el seu primer partit amb 18 anys i 117 dies.
Va estar al banc de suplents unes ocasions però no va tenir més minuts l'any.
El 14 de març de 2015, va debutar en la Lliga Premier russa, va ingressar al minut 72 per enfrontar a Mordovia Saransky i van guanyar 4 a 0.
Aleksandr va jugar 10 partits en la seva primer temporada amb el planter de primera. CSKA va quedar en el segon lloc de la Lliga Premier 2014/15. Per la Copa, van quedar eliminats en la semifinal.
El 5 d'agost, va debutar a nivell internacional, va jugar els minuts finals contra l'Sparta Praga en la tercera ronda de la classificació a la Champions League, van guanyar 3 a 2.
En la data 3 de la lliga russa, va tenir els seus primers minuts de la temporada. El 19 de març de 2016, va jugar com a titular per lliga per primera vegada, va estar 75 minuts en el terreny de joc contra el Kubán Krasnodar i van guanyar 2 a 0.

## Internacional

### Juvenils
Aleksandr ha estat part de la selecció de Rússia en les categories juvenils sub-17, sub-18, sub-19 i sub-21.

#### Participacions en juvenils
| Competició                                                           | Seu                 | Resultat          | Partits | Gols | Assistències |
| -------------------------------------------------------------------- | ------------------- | ----------------- | ------- | ---- | ------------ |
| Ronda Elit pel Campionat d'Europa Sub-17 de la UEFA 2013             | Anglaterra          | Es va classificar | 3       | 0    | 0            |
| Campionat d'Europa Sub-17 de la UEFA 2013                            | Eslovàquia          | Campió            | 5       | 0    | 1            |
| Copa Mundial Sub-17 de 2013                                          | Emirats Àrabs Units | Vuitens de final  | 4       | 1    | 1            |
| Ronda de classificació pel Campionat d'Europa Sub-19 de la UEFA 2015 | Irlanda del Nord    | Classificat       | 3       | 1    | 1            |
| Ronda Elit pel Campionat d'Europa Sub-19 de la UEFA 2015             | Suècia              | Es va classificar | 3       | 1    | 0            |
| Campionat d'Europa Sub-19 de la UEFA 2015                            | Grècia              | Subcampió         | 5       | 0    | 2            |
| Classificació per l'Eurocopa Sub-21 de 2017                          | Sense seu           | En disputa        | 2       | 0    | 0            |

### Absoluta
Va ser convocat per primera vegada a la selecció nacional de Rússia per a una data FIFA de juny, pel tècnic Fabio Capello.
Va debutar amb l'absoluta el 7 de juny de 2015, va anar en un partit amistós contra Belarús, va utilitzar el dorsal nombre 25, va ingressar al minut 62 i al 77 va marcar el seu primer gol amb la major, finalment van guanyar 4 a 2.
Leonid Slutski, el nou tècnic de la selecció, ho va convocar per a les primeres dates FIFA de l'any, el 26 de març de 2016 va tornar a jugar amb Rússia, va ingressar en el segon temps d'un partit amistós contra Lituània, al minut 61 va marcar un gol i van guanyar 3 a 0.

#### Detalls de partits
| Amb Rússia | Amb Rússia | Amb Rússia | Amb Rússia         | Amb Rússia      | Amb Rússia  | Amb Rússia | Amb Rússia   | Amb Rússia | Amb Rússia |
| N°         | Rival      | Resultat   | Data               | Lloc            | Competència | Gols       | Assistències | Ref.       |            |
| ---------- | ---------- | ---------- | ------------------ | --------------- | ----------- | ---------- | ------------ | ---------- | ---------- |
| 1          | Belarús    | 4:2 (1:0)  | 7 de juny de 2015  | Jimki · Rússia  | Amistós     | 77'        | -            | 1          |            |
| 2          | Lituània   | 3:0 (1:0)  | 26 de març de 2016 | Moscou · Rússia | Amistós     | 61'        | -            | 2          |            |

## Estadístiques

### Clubs
Actualitzat al 19 de març de 2016.
Últim partit citat: CSKA 2 - 0 Kuban Krasnodar
| Club          | Div           | Temporada     | Lliga | Lliga | Copes nacionals | Copes nacionals | Tornejos internacionals | Tornejos internacionals | Total | Total |
| Club          | Div           | Temporada     | Part. | Gols  | Part.           | Gols            | Part.                   | Gols                    | Part. | Gols  |
| ------------- | ------------- | ------------- | ----- | ----- | --------------- | --------------- | ----------------------- | ----------------------- | ----- | ----- |
| CSKA · Rússia | 1a            | 2014/15       | 7     | 0     | 3               | 0               | 0                       | 0                       | 10    | 0     |
| CSKA · Rússia | 1a            | 2015/16       | 9     | 0     | 2               | 0               | 2                       | 0                       | 13    | 0     |
| CSKA · Rússia | Total club    | Total club    | 16    | 0     | 5               | 0               | 2                       | 0                       | 23    | 0     |
| Total carrera | Total carrera | Total carrera | 16    | 0     | 5               | 0               | 2                       | 0                       | 23    | 0     |

## Palmarès

### Títols nacionals
| Competició                           | Equip              | País       | Any  |
| ------------------------------------ | ------------------ | ---------- | ---- |
| Campionat d'Europa Sub-17 de la UEFA | Selecció de Rússia | Eslovàquia | 2013 |

## Palmarès

### Distincions individuals
| Distinció                                             | Any  |
| ----------------------------------------------------- | ---- |
| Jove de la setmana per UEFA (mes d'abril, setmana #3) | 2016 |

### Altres distincions
- Campionat d'Europa Sub-19 de la UEFA: 2015 (amb Rússia sub-19)
- Lliga Premier: 2014/15 (amb CSKA)